# The Rogues of London
The Rogues of London er en britisk stumfilm fra 1915 af Bert Haldane.

## Medvirkende
- Blanche Forsythe som Ruth Davies.
- Fred Paul som Ralph Most.
- Maud Yates som Vera Verez.